# Academia Militar de Ávila

Escudo de la desaparecida Academia de Intendencia de Ávila.

La Academia Militar de Ávila fue un centro docente militar que estuvo a cargo de la formación de la intendencia militar del Ejército Español. Estuvo situada en el Palacio de Polentinos, un edificio construido a comienzos del siglo XVI dentro del recinto amurallado de la ciudad de Ávila (España), y en un complejo que se levantó junto a él durante los siglos XIX y XX. Fue inaugurada en el año 1875, permaneciendo abierta hasta 1993 cuando se hizo cargo de sus actividades la Academia General Militar (Zaragoza).
La Academia del Cuerpo Administrativo del Ejército Español, creada en 1873, se trasladó de Madrid a Ávila dos años después de su apertura. En esta población ya había existido un centro de formación militar, antecedente de la Academia General Militar, durante el reinado de Carlos III. Desde 1883 sus alumnos tuvieron que superar un examen de ingreso realizado en la Academia General Militar que abrió sus puertas un año antes en la ciudad de Toledo y el organismo pasó a llamarse Academia de Aplicación de Administración Militar. Recuperó su denominación inicial a raíz de la reorganización realizada en 1893, que supuso la supresión de la Academia General Militar y la recuperación del acceso directo de los futuros oficiales. Entre 1895 y 1898 se duplicó el número de alumnos de esta academia debido al estallido las guerras de Cuba y Filipinas. Esta circunstancia, unida a la pérdida de las últimas colonias, obligó a la suspensión de las dos primeras convocatorias celebradas en el siglo XX.
En 1911 se crearon los Cuerpos de Intendencia e Intervención del Ejército, se adoptaron nuevos planes de estudio y se fundó la Academia de Intendencia del Ejército que se mantuvo en Ávila. En 1927, en Zaragoza, volvió a abrir sus puertas la Academia General Militar para hacerse cargo del periodo de instrucción inicial de los futuros oficiales del Ejército Español y el centro de Ávila pasó a llamarse Academia Especial de Intendencia. Durante el periodo de la Segunda República se clausuró de nuevo la Academia General Militar, reduciéndose a tres el número de academias del Ejército de Tierra. Ávila perdió la suya y, en Toledo, se estableció la destinada a la formación de los futuros oficiales de Infantería, Caballería e Intendencia.
Finalizada la Guerra Civil, se inició una reorganización del Ejército Español y volvió a inagurarse la Academia de Ávila el 18 de noviembre de 1939. Cinco años después, culminada dicha reorganización, recuperó la normalidad como centro de formación de los futuros oficiales de intendencia.
La Academia de Intendencia y los órganos dependientes de ella fueron suprimidas a finales del diciembre de 1992 en virtud de lo establecido en la Ley 17/1989, reguladora de la vida del personal militar profesional. El Palacio de Polentinos pasó a albergar un Archivo Histórico Militar y un museo dedicado a la historia de la intendencia militar española.
Desde esta fecha y en virtud de dicha Ley 17/1989, se modificó también la Enseñanza Militar, estableciendo que la enseñanza de formación general del Cuerpo de Intendencia se impartirá en la Academia General Militar en Zaragoza.